# Coryphisoptron albohirtum
Coryphisoptron albohirtum är en tvåvingeart som beskrevs av Günther Enderlein 1913. Coryphisoptron albohirtum ingår i släktet Coryphisoptron och familjen fritflugor. Inga underarter finns listade i Catalogue of Life.